# Anilios diversus
Anilios diversus är en ormart som beskrevs av Waite 1894. Anilios diversus ingår i släktet Anilios och familjen maskormar.
Denna orm förekommer i norra Australien i Queensland, Northern Territory och norra Western Australia. Arten vistas i gräsmarker och i områden med glest fördelad växtlighet. Anilios diversus gräver i lövskiktet och i det översta jordlagret. Honor lägger ägg.
För beståndet är inga allvarliga hot kända. Hela populationen anses vara stabil. IUCN listar arten som livskraftig (LC).

## Underarter
Arten delas in i följande underarter:
- A. d. diversus
- A. d. ammodytes